# Onze-Lieve-Vrouw Middelares aller Genadenkerk

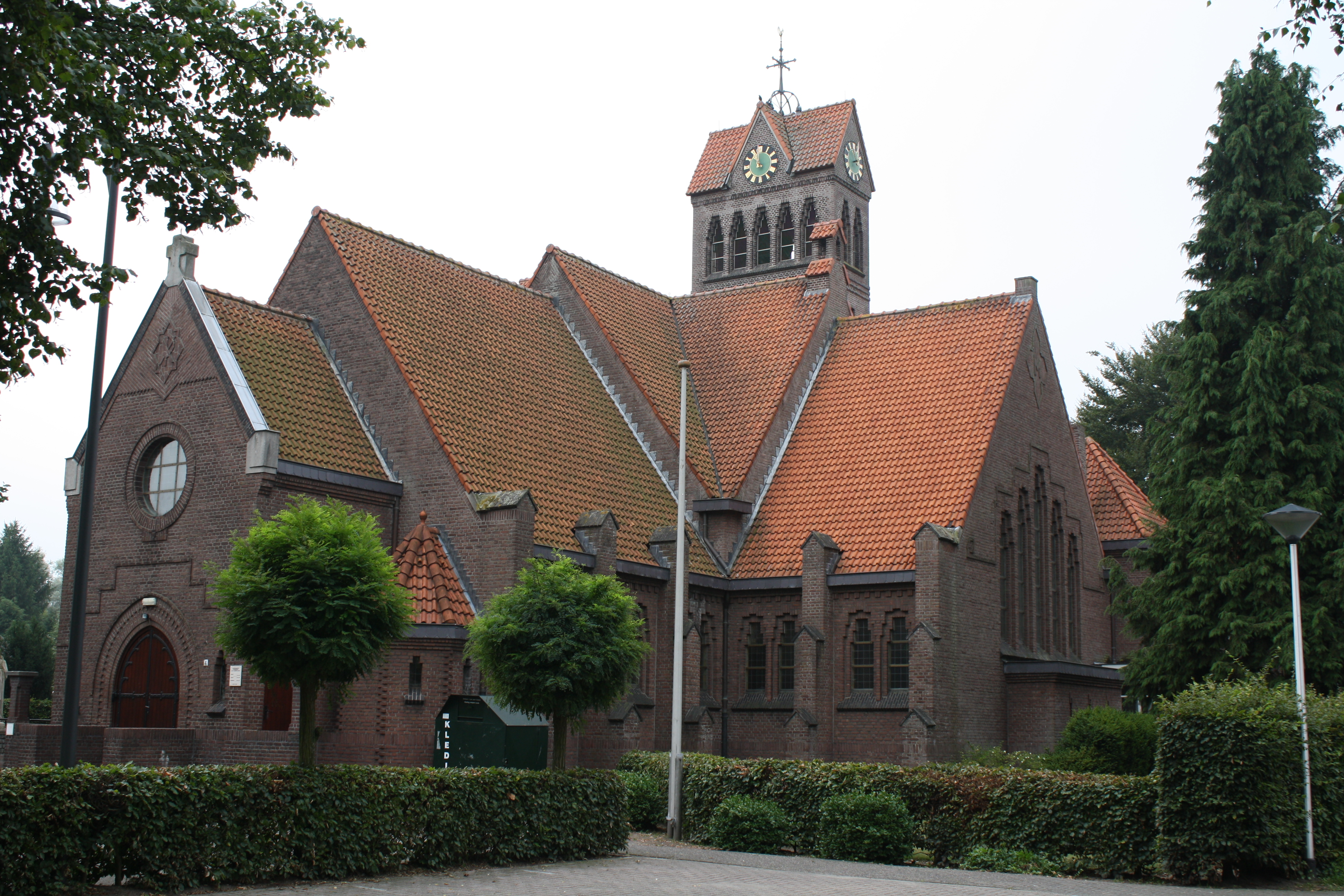
Kerk van Brouwhuis

De Onze-Lieve-Vrouw Middelares aller Genadenkerk was de rooms-katholieke parochiekerk van Brouwhuis.
Brouwhuis, tegenwoordig opgeslokt door uitbreidingswijken van Helmond, behoorde oorspronkelijk tot de parochie van Bakel. De Priestercongregatie van het Heilig Hart van Jezus stichtte in de nabijheid een seminarie aan de Deurneseweg 9, en dezen bouwden in Brouwhuis ook een hulpkerk, die later parochiekerk werd.
Deze kerk kwam in 1928 gereed, en architect was Louis Kooken. Het betreft een gedrongen bakstenen kruiskerk. Het vieringtorentje heeft een zadeldak. Kenmerkend zijn ook de hoge daken van het gebouw. Het geheel valt te rangschikken onder het baksteenexpressionisme.
In 2011 werd de kerk onttrokken aan de eredienst en sinds 2013 is er een kinderopvang in het gebouw gevestigd.

## Bedevaart
De paters stimuleerden de verering van de heilige Gerardus Majella, die een eigen kapel kreeg in de kerk. Spoedig ontstond er een bescheiden bedevaartsoord. In 1933 was er zelfs een soort processie naar de kerk van Brouwhuis. Na 1960 daalde de belangstelling voor de bedevaart, en in 1970 werd ze de facto afgeschaft, hoewel de devotie tot de heilige Gerardus in zekere zin bleef bestaan.